# The Glory Hole
The Glory Hole es el cuarto y último álbum de la banda de rock escocesa Goodbye Mr. Mackenzie, que fue lanzado en 1995.

## Lista de canciones
1. "Ugly Child"
2. "Trash It"
3. "She's Got Eggs"
4. "Troubling You"
5. "Space Neurotic"
6. "Overboard"
7. "Concrete"
8. "The Prince Of Wales"
9. "Crewcut"
10. "House On Fire"
11. "Neuromental"